# Štôla
Štôla (allemand : Stolln in der Zips) est un village de Slovaquie situé dans la région de Prešov.

## Histoire
Première mention écrite du village en 1330.

## Démographie

### Évolution de la population
| Année:               | 1994. | 2004.   | 2014.   | 2024.   |
| -------------------- | ----- | ------- | ------- | ------- |
| Nombre de personnes: | 533   | 548     | 539     | 526     |
| Différence:          |       | +2,81 % | -1,64 % | -2,41 % |

| Année:               | 2023. | 2024.   |
| -------------------- | ----- | ------- |
| Nombre de personnes: | 531   | 526     |
| Différence:          |       | -0,94 % |